# Le Monde d'Astrid Lindgren
Le Monde d'Astrid Lindgren (en suédois, Astrid Lindgrens Värld) est un parc à thème consacré à Astrid Lindgren, romancière suédoise auteur de livres pour enfants, notamment connue pour le personnage de Fifi Brindacier.

## Présentation du parc à thème

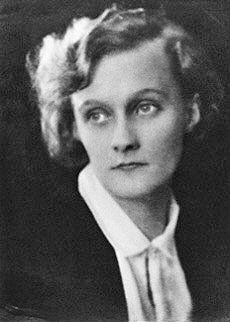
Astrid Lindgren, en 1924.

D'une superficie d'environ 130 000 m2, il se trouve à Vimmerby, petite ville du comté de Kalmar où la romancière est née.
Le parc reproduit le monde des livres d'Astrid Lindgren, notamment Fifi Brindacier, Karlsson på taket (« Karlsson sur le toit ») et Emil i Lönneberga (« Émile de Lönneberga »), à l'échelle 1/3 ; la première maison - à cette échelle réduite - a été construite en 1981.
Au-delà du parc à thème proprement dit, Le Monde d'Astrid Lindgren offre également diverses possibilités d'hébergement, des emplacements pour pique-niquer, des cafés et des restaurants.

## Galerie de photos

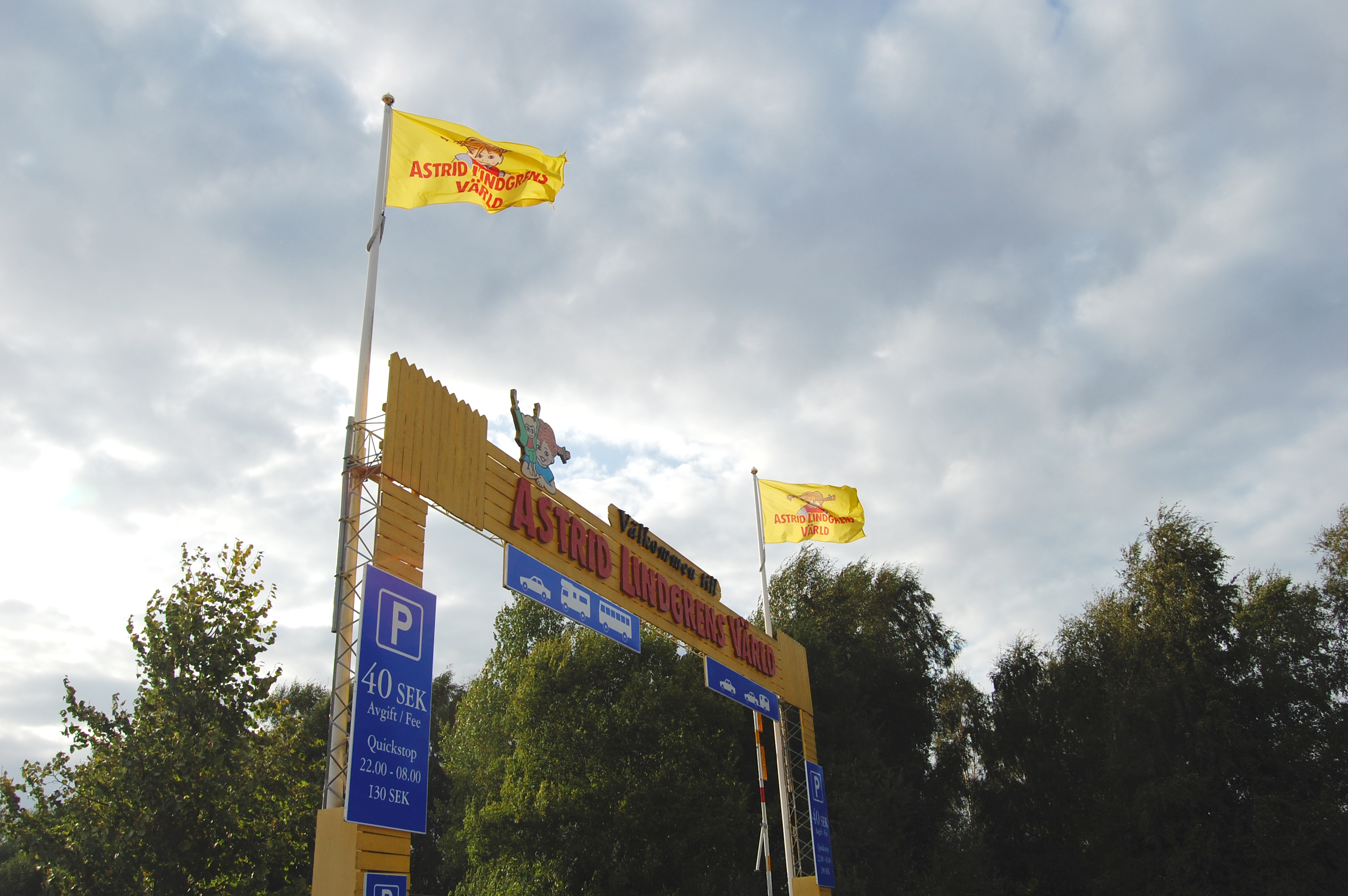
Entrée du parc.
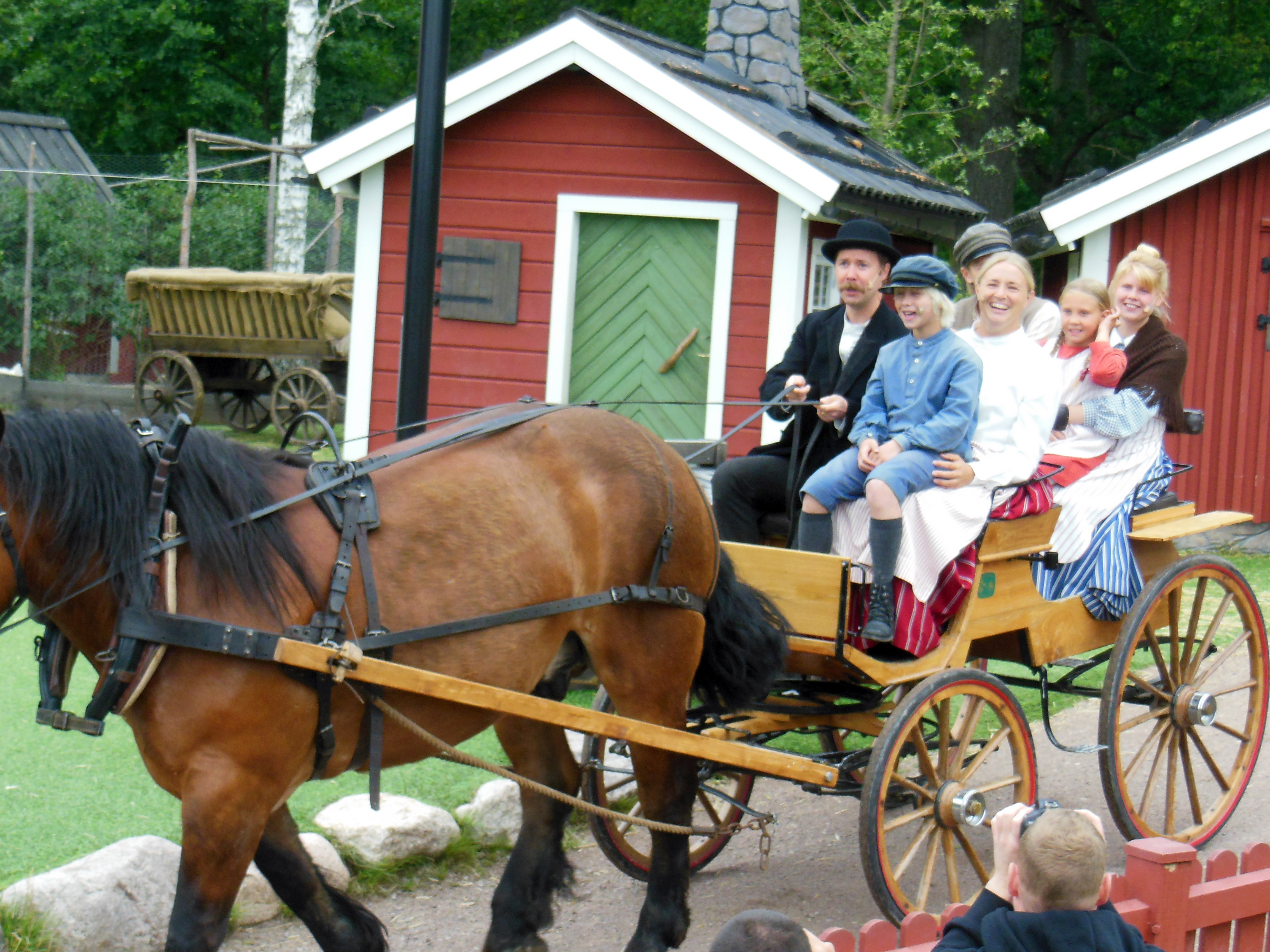
Personnages de Emil i Lönneberga (photo d'Albin Olsson, 2014).
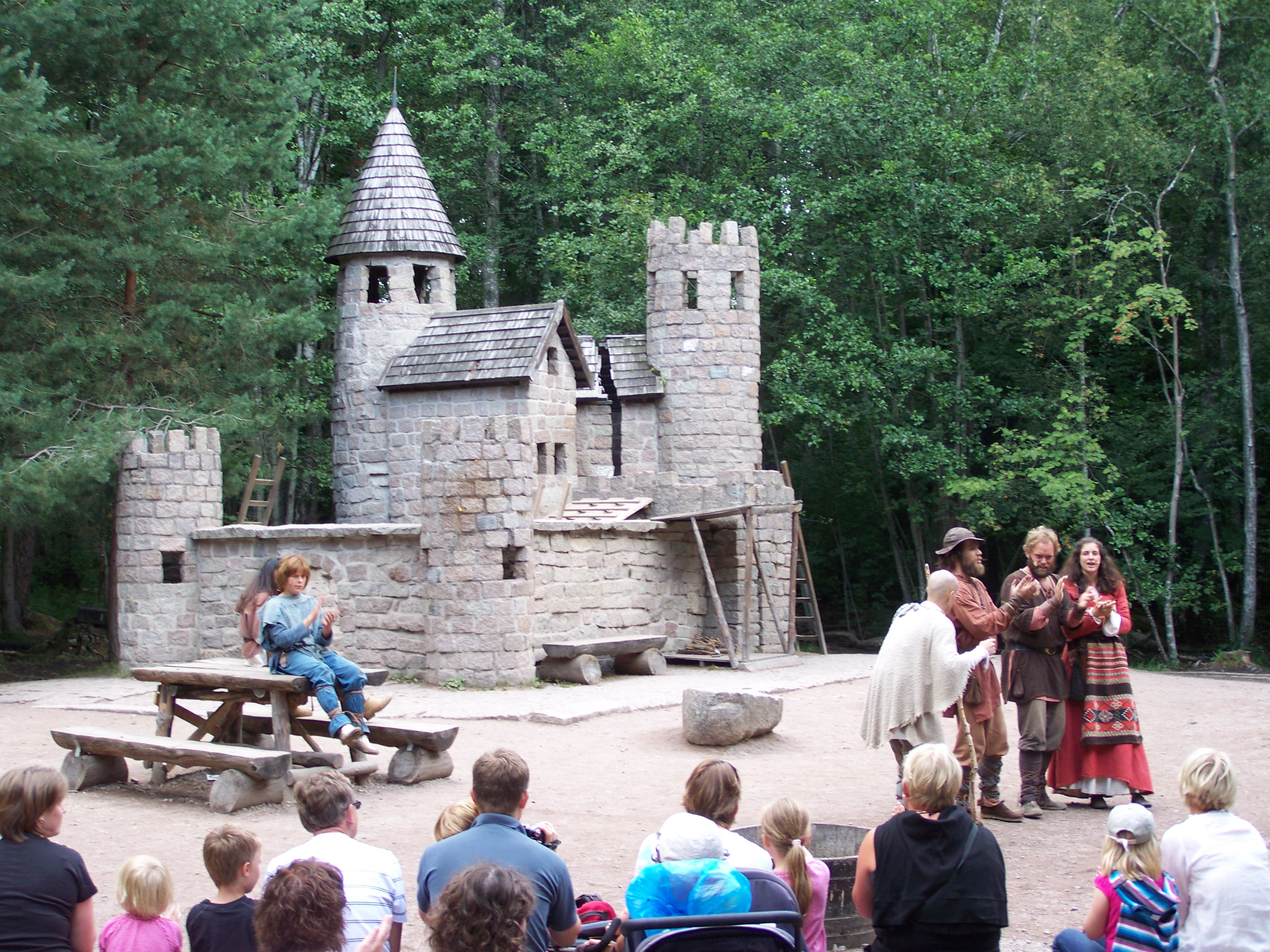
Scène avec Mattisborgen et des personnages de Ronya, fille de brigand.